# Gavisse
Gavisse település Franciaországban, Moselle megyében. Lakosainak száma 591 fő (2022. január 1.). Gavisse Berg-sur-Moselle, Beyren-lès-Sierck, Cattenom, Fixem, Haute-Kontz és Malling községekkel határos.

## Népesség
A település népességének változása:
| Lakosok száma | 218  | 318  | 467  | 569  | 556  | 564  | 569  | 570  | 570  | 591  |
|               | 1968 | 1982 | 1990 | 2006 | 2013 | 2015 | 2017 | 2019 | 2020 | 2022 |